# ليبي لارسن
ليبي لارسن (بالإنجليزية: Libby Larsen)‏ هي عالمة موسيقى وملحنة أمريكية، ولدت في 24 ديسمبر 1950 في ويلمنغتون في الولايات المتحدة.

## وصلات خارجية
- الموقع الرسمي
- ليبي لارسن على موقع ميوزك برينز (الإنجليزية)
- ليبي لارسن على موقع أول ميوزيك (الإنجليزية)
- ليبي لارسن على موقع ديسكوغز (الإنجليزية)